# Plectroglyphidodon johnstonianus
Plectroglyphidodon johnstonianus es una especie de peces de la familia Pomacentridae en el orden de los Perciformes.

## Morfología
Los machos pueden llegar alcanzar los 14 cm de longitud total.

## Hábitat
Es un pez de mar.

## Distribución geográfica
Se encuentra desde el África Oriental hasta las Hawái, las Islas Marquesas, Pitcairn y Islas Ryukyu.